# Herb gminy Ryczywół
Herb gminy Ryczywół – jeden z symboli gminy Ryczywół, ustanowiony 30 kwietnia 2013.

## Wygląd i symbolika
Herb przedstawia na tarczy w polu czerwonym głowę wołu czarną, z rogami srebrnymi i z kolcem w nozdrzach (kółkiem) srebrnym.